# Niaux
Niaux ist eine französische Gemeinde mit 151 Einwohnern (Stand: 1. Januar 2022) im Département Ariège in der Region Okzitanien (bis 2015: Midi-Pyrénées). Sie gehört zum Arrondissement Foix und zum Gemeindeverband Pays de Tarascon. Die Bewohner nennen sich Niausiens. Überregional bekannt ist die Gemeinde durch die Höhle von Niaux.

## Geografie
Die Gemeinde Niaux liegt etwa 18 Kilometer südlich von Foix am linken Ufer des Vicdessos im Regionalen Naturpark Pyrénées Ariégeoises. Umgeben wird Niaux von den Nachbargemeinden Tarascon-sur-Ariège im Norden, Ussat im Nordosten, Ornolac-Ussat-les-Bains und Larnat im Osten, Miglos im Südosten, Capoulet-et-Junac im Süden, Lapège im Südwesten sowie Alliat im Westen und Nordwesten.

## Bevölkerungsentwicklung
| Jahr      | 1962 | 1968 | 1975 | 1982 | 1990 | 1999 | 2006 | 2013 | 2021 |
| --------- | ---- | ---- | ---- | ---- | ---- | ---- | ---- | ---- | ---- |
| Einwohner | 245  | 228  | 221  | 230  | 226  | 201  | 195  | 178  | 153  |

Im Jahr 1846 wurde mit 358 Bewohnern die bisher höchste Einwohnerzahl ermittelt. Die Zahlen basieren auf den Daten von cassini.ehess und INSEE.

## Sehenswürdigkeiten
- Höhle von Niaux, die einzige unter den bekannteren Bilderhöhlen Südfrankreichs und Spaniens, die öffentlich zugänglich ist, Monument historique[3]
- Pyrenäen-Museum (Musée pyrénéen de Niaux), Museum der Ethnologie, Volkskunst und Traditionen im Bereich der oberen Ariège, zusammengetragen von Max und Denise Dejean und 1982 eröffnet[4]
- Kirche Saint-Vincent
- Schloss Castelmerle, heute Hotel und Restaurant

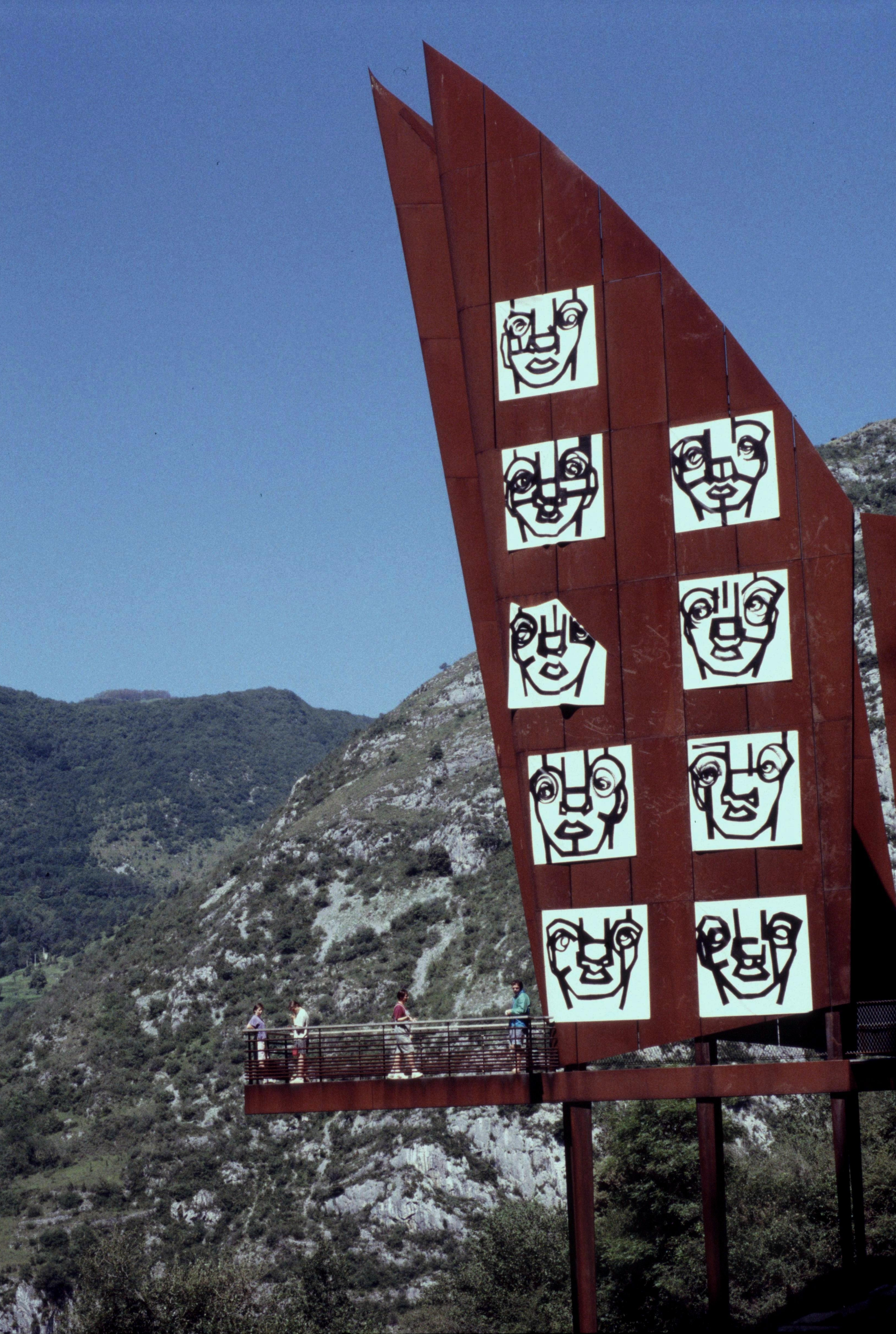
Informationszentrum an der Höhle von Niaux
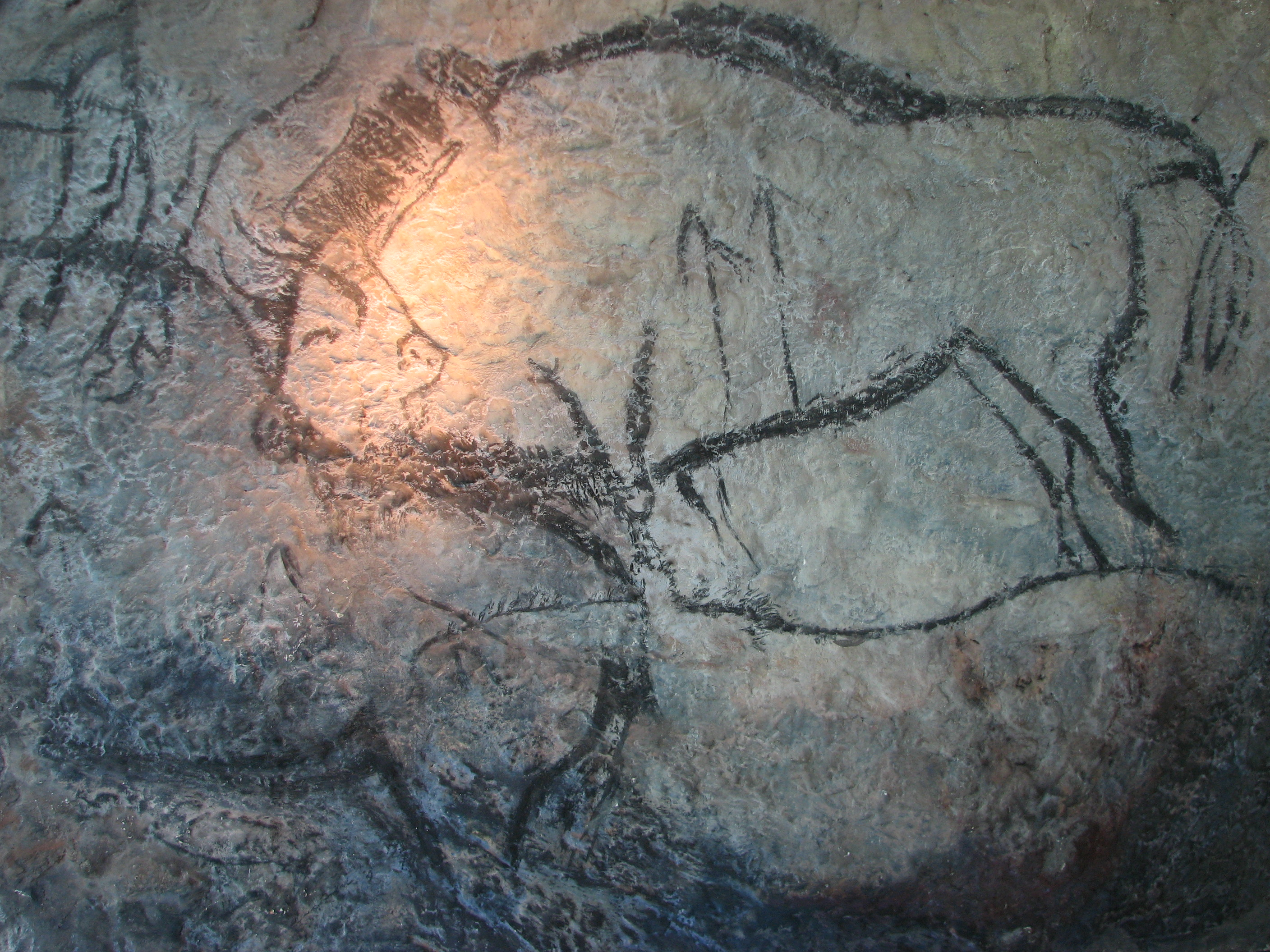
Wisentzeichnung – Höhle von Niaux (Replik)

## Wirtschaft und Infrastruktur
In der Gemeinde Niaux sind zwei Landwirtschaftsbetriebe ansässig (Schaf- und Ziegenhaltung).
Durch die Gemeinde Niaux führt die Fernstraße D 8 von Tarascon-sur-Ariège nach Vicdessos. Drei Kilometer nordöstlich von Niaux besteht ein Anschluss an die teils zweistreifig ausgebaute RN 20. In Tarascon-sur-Ariège befindet sich der nächstgelegene Bahnhof an der Bahnstrecke von Toulouse ins spanische Puigcerdà (→ Bahnstrecke Portet-Saint-Simon–Puigcerdà).

## Belege
1. ↑  Niaux auf cassini.ehess
2. ↑  Niaux auf INSEE
3. ↑  Eintrag in der Base Mérimée des Kulturministeriums. Abgerufen am 26. April 2016 (französisch).
4. ↑  Präsentation des Pyrenäen-Museums (französisch)
5. ↑  Landwirtschaftsbetriebe auf annuaire-mairie.fr (französisch)